# Strategy (EP Twice)
Strategy è il quattordicesimo EP del girl group sudcoreano Twice, pubblicato il 6 dicembre 2024.

## Tracce
1. Strategy (feat. Megan Thee Stallion) – 3:21
2. Kiss My Troubles Away – 2:54
3. Like It Like It – 3:02
4. Sweetest Obsession – 2:46
5. Keeper – 2:35
6. Magical – 3:16
7. Strategy – 2:46

## Classifiche

### Classifiche settimanali
| Classifica (2024) | Posizione massima |
| ----------------- | ----------------- |
| Belgio (Fiandre)  | 143               |
| Belgio (Vallonia) | 90                |
| Corea del Sud     | 1                 |
| Germania          | 56                |
| Grecia            | 52                |
| Stati Uniti       | 4                 |
| Svizzera          | 47                |

### Classifiche di fine anno
| Classifica (2024) | Posizione |
| ----------------- | --------- |
| Corea del Sud     | 28        |